# Luís Soares de Sousa
Luís Soares de Sousa (Ponta Delgada, 16 de Outubro de 1846 — Ponta Delgada, 10 de Fevereiro de 1901) foi um grande comerciante e empresário, político republicano e benemérito açoriano, membro da Comissão Autonómica de Ponta Delgada e um dos mais destacados líderes autonomistas dos tempos do Primeiro Movimento Autonomista Açoriano.

## Biografia
Luís Soares de Sousa nasceu no seio de uma família pobre e iniciou a sua vida como empregado de mercearia em Ponta Delgada. Negociante arguto e diligente, acabou por se tornar num dos mais importantes industriais e comerciantes de Ponta Delgada.
Foi proprietário da mais importante cocheira de Ponta Delgada, grande comerciante e industrial, co-fundador e principal accionista da Fábrica de Tabaco Estrela, uma das fábricas de tabaco da ilha de São Miguel. Ligado aos transportes rodoviários através da sua cocheira, a partir da qual mantinha carreira regulares de carruagem para a Ribeira Grande, Vila Franca do Campo e outras localidades, esteve ligado à tentativa frustrada de construir em São Miguel uma linha de caminho-de-ferro, projecto abortado em 1914 com o advento da Primeira Guerra Mundial.
Autonomista e republicano convicto, fez parte da Comissão Autonómica, eleita por aclamação no grande comício autonomista realizado, no velho Teatro Micaelense, a 19 de Fevereiro de 1893, e foi vereador da Câmara Municipal de Ponta Delgada.
Foi um dos grandes impulsionadores das festas do Senhor Santo Cristo dos Milagres, cuja irmandade financiou com grande liberalidade.
O seu nome está perpetuado na toponímia da cidade de Ponta Delgada, através da Rua Luís Soares de Sousa (antiga Rua de São Francisco), sita no centro nevrálgico da cidade,designação que foi atribuída por deliberação camarária de Abril de 1901. Naquela rua situa-se o Lar Luís Soares de Sousa, uma instituição de solidariedade social dedicada à terceira idade cuja história remonta a 24 de Julho de 1876, data em que foi fundado o Asilo de Mendicidade de Ponta Delgada. Luís Soares de Sousa foi um dos principais benfeitores da instituição, doando-lhe a sua casa, o imóvel onde hoje a instituição está instalada e em cuja sala de reuniões permanecem os quadros do benfeitor e família, bem como algumas jóias por ele legadas, hoje património da instituição particular de solidariedade social em que o antigo asilo se transformou.